# Bógu

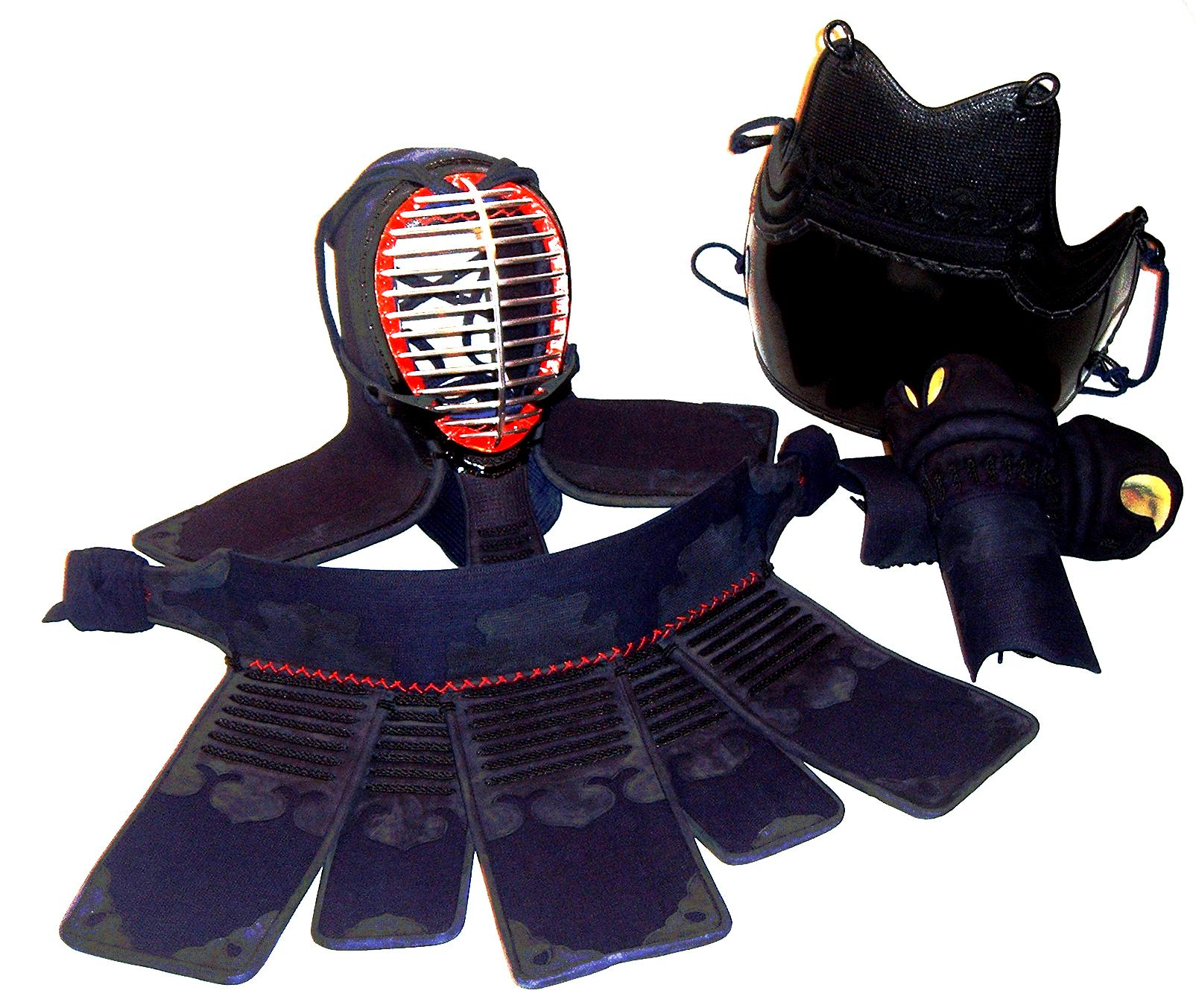
Kendó bógu

A bógu (防具) egy különlegesen megtervezett védőpáncél, melyet számos japán harcművészet használ, leginkább a kendó és a naginata.
A bógu készlet az alábbiakból áll:
- men (面; Hepburn: めん?): arcmaszk és vállvédő (sisak);
- dó (胴; Hepburn: どう?): testvédő;
- kote (小手; Hepburn: こて?): kéz- és alkarvédők (kesztyűk);
- tare (垂れ; Hepburn: たれ?): comb- és ágyékvédő;
- sune-ate (脛当て; Hepburn: すねあて?): lábszárvédők (csak a naginata gyakorlói használják).

A men védi az arcot, a nyakat és a vállakat. Egyik része egy arcmaszk, mely az arc teljes szélességében, az álltól a fejtetőig végigfutó fémpálcákból áll. Ehhez van rögzítve egy hosszú téglalap alakú vastag szövetanyag, mely átível a fejtetőn, és leérve egészen befedi a vállakat. Egy torokvédő található az arcmaszk alján. A ment egy pár szövött zsinór tartja a helyén, melyekkel átkötik a fejet, majd hátul megcsomózzák. A men hátulja nyitott a szellőzés érdekében, és a fej hátsó része nem védett. A men célpontjai a középső rész felül, illetve a felső bal és jobb oldalak a vágásokhoz, és a torok középső része a szúráshoz.
A dó fő része az enyhén hajlított has- és mellkasvédő. A modern forma jellegzetes domborulattal rendelkezik, hogy segítse elirányítani a vágások erejét a test közepén található érzékenyebb területekről. Hagyományosan lakkozott bambuszt használnak, bár a kevésbé költséges dók elkészítéséhez lakkozott papírrostokat (gyakran tévesen üvegszálnak nézik) vagy formázott műanyagot alkalmaznak. A dót a vállaknál két átlós kötő tartja, és a hát alsó részén további két kötővel erősítik fel. A dó célfelületei mindkét oldalon az alsó részeken találhatók, egy a hasra irányított erős vágáshoz. A dó felső fele a naginatában érvényes támadófelület. Korábban a kendóban is érvényes találati felület volt, ám többé már nem az.
A két kote egyujjas kesztyűhöz hasonlít. Kifejezetten a kendó számára fejlesztették ki őket. Miközben ormótlannak tűnnek, elég mozgást engednek a sinai kényelmes, erős és határozott megfogásához. A naginata-gyakorlók számára készült kote rendelkezik mutató és hüvelykujjal is, hogy még inkább megkönnyítse a hirtelen kézmozdulatokat a naginata-dárda felületén. A naginata-kote kevésbé párnázott, mint a kendóban használatosak. Korábban a kotékat hétköznapi ujj-kidolgozással készítették. Ez manapság ritkán látható, mivel a kiálló ujjak biztonsági problémát jelenthetnek. Egy erősen kipárnázott típust használnak néhány ko-rjú, legfőképpen az itto-rjú esetében. A célfelület a kote csukló része.
A tare egy vastag textil öv, amely körbefogja a csípőt, és az elülső szárny alatt az ágyék előtt kell megkötni. Tartós textilborítású szárnyak lógnak le az övről, hogy megvédjék a combokat és az ágyékot. A szárnyak az öv felének hosszában végigfutnak, melyet a test első felénél kell megkötni. A középső szárnyat általában egy névtábla (a zekken, vagy nafuda) takarja, mely a viselő és a dódzsó, illetve az képviselt ország nevére utal. A tarén nincs célfelület, mivel a célt tévesztett és véletlen vágások kivédésére szolgál.

## Más harcművészetek
Más bógu típusokat használ a dzsukendó, a szódzsucu, és a sótókan karate.